# 1940 în științifico-fantastic
- 1939 în științifico-fantastic — 1940 în științifico-fantastic — 1941 în științifico-fantastic

1940 în științifico-fantastic a implicat o serie de evenimente:
- A 2-a ediție Worldcon, 1 - 2 septembrie, Chicago; Președinte: Mark Reinsberg, invitat de onoare: E. E. Smith

## Nașteri și decese

### Nașteri
- Hans Bach
- Uwe Bremer
- Jayge Carr (d. 2006)
- Angela Carter (d. 1992)
- Robin Cook
- Hugh Darrington
- Virginia DeMarce
- Thomas Michael Disch (d. 2008)
- Peter Dubina (d. 1990)
- Rainer Fuhrmann (d. 1990)
- Jay Grams, Pseudonimul lui Jürgen Grasmück (d. 2007)
- Dragomir Horomnea
- Malte Heim
- Sven Holm (d. 2019)
- Heiner Hüfner
- Hendrik P. Linckens
- Virginia DeMarce
- Thomas R. P. Mielke
- Alexei Panshin
- Jürgen vom Scheidt
- Norman Spinrad
- Peter Tate
- Daniel Walther (d. 2018)
- Jörg Weigand
- Hedi Wyss
- Ye Yonglie

### Decese
- Fred MacIsaac (n. 1886)
- Philip Francis Nowlan, creatorul lui Buck Rogers (n. 1888)
- J.-H. Rosny aîné (n. 1856)
- Heinrich Scharrelmann (n. 1871)

## Cărți

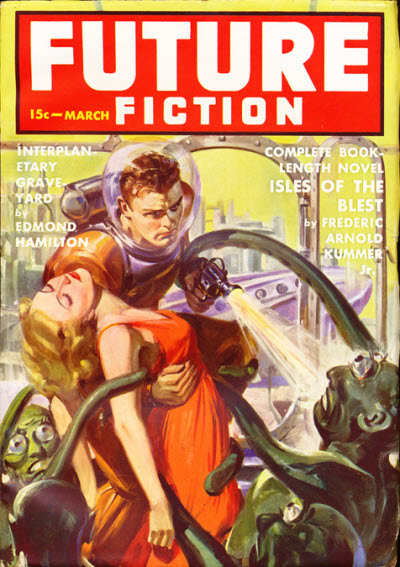
Revista Future Fiction, martie 1949

### Romane
- La invención de Morel de Adolfo Bioy Casares
- Kallocain de Karin Boye
- The Man Who Went Back de Warwick Deeping
- Slan de A. E. van Vogt
- Synthetic Men of Mars de Edgar Rice Burroughs
- Typewriter in the Sky de L. Ron Hubbard
- The Ill-Made Knight de T. H. White

### Colecții de povestiri
- Jorkens Has a Large Whiskey de Lord Dunsany

### Povestiri
- "Farewell to the Master" de Harry Bates
- Secretul doctorului Honigberger, nuvelă fantastică de Mircea Eliade
- "Ring Around the Sun" de Isaac Asimov
- "The Roads Must Roll" de Robert A. Heinlein
- "Robbie" de Isaac Asimov.

## Filme
| Titlu                              | Regizor                     | Distribuție                                                  | Țara                       | Sub-Gen /Note         |
| ---------------------------------- | --------------------------- | ------------------------------------------------------------ | -------------------------- | --------------------- |
| The Ape                            | William Nigh                | Boris Karloff, Maris Wrixon, Gene O'Donnell                  | Statele Unite ale Americii |                       |
| Before I Hang                      | Nick Grinde                 | Boris Karloff, Evelyn Keyes, Bruce Bennett                   | Statele Unite ale Americii |                       |
| Black Friday                       | Arthur Lubin                | Boris Karloff, Bela Lugosi, Stanley Ridges,                  | Statele Unite ale Americii |                       |
| Dr. Cyclops                        | Ernest B. Schoedsack        | Albert Dekker, Janice Logan, Thomas Coley                    | Statele Unite ale Americii |                       |
| Flash Gordon Conquers the Universe | Ford I. Beebe, Ray Taylor   | Harry C. Bradley, Larry "Buster" Crabbe, Shirley Deane       | Statele Unite ale Americii | Serial cinematografic |
| The Invisible Man Returns          | Joe May                     | Cedric Hardwicke, Vincent Price, Nan Grey, John Sutton       | Statele Unite ale Americii |                       |
| The Invisible Woman                | Edward Sutherland           | Virginia Bruce, John Barrymore, John Howard, Charlie Ruggles | Statele Unite ale Americii |                       |
| Mysterious Doctor Satan            | Jon English, William Witney | Edwin Stanley, C. Montague Shaw                              | Statele Unite ale Americii | Serial cinematografic |
| Son of Ingagi                      | Richard Kahn                | Zack Williams, Laura Bowman, Spencer Williams                | Statele Unite ale Americii |                       |
|                                    |                             |                                                              |                            |                       |

## Premii
Premiile Retro Hugo pentru 1940 au fost acordate în 2016.